# Сысоев, Георгий Васильевич

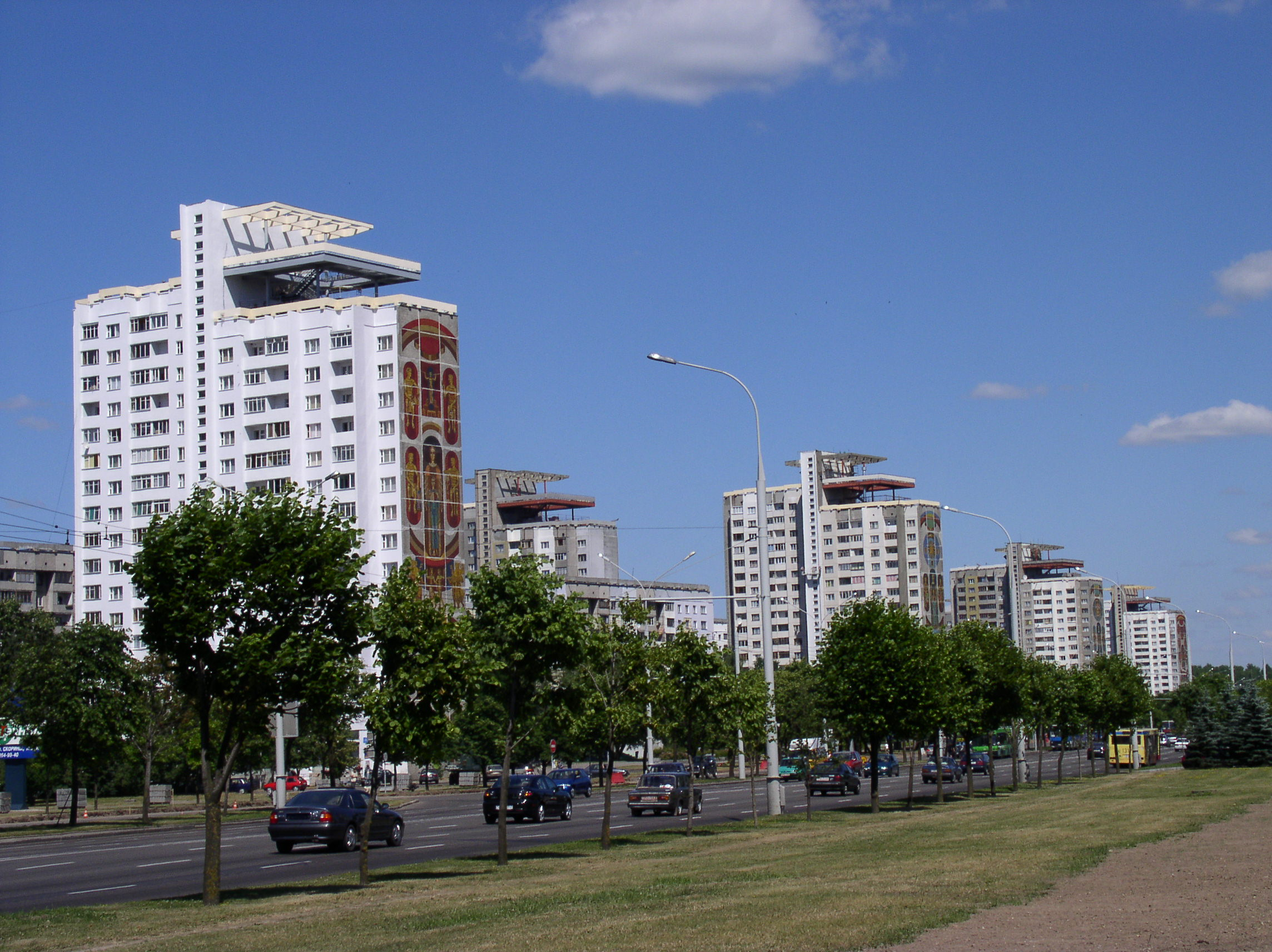
Здания в микрорайоне «Восток-1», спроектированные Сысоевым

Гео́ргий Васи́льевич Сысо́ев (17 октября 1919, Вологда — 5 января 2010, Минск) — заслуженный архитектор БССР, член Белорусского союза архитекторов, член-корреспондент Петровской академии наук и искусств, академик Белорусской академии архитектуры. Ученик знаменитого минского архитектора Иосифа Лангбарда.

## Биография
Родился 17 октября 1919 года в Вологде в дворянской семье. По его собственному утверждению его предки были из голландской династии Брандтов, которых Пётр I пригласил в Россию и за верную службу подарил имение под Вологдой. Отец Георгия Сысоева был художником. Родители были репрессированы в 1937 году.
В 1938 году с отличием окончил среднюю школу и поступил на архитектурный факультет Ленинградского инженерно-строительного института. До 1941 года успел закончить три курса.
В начале Великой Отечественной войны ушёл добровольцем на фронт. До 1945 года он прослужил техником-строителем в военно-строительном отряде.
В сентябре 1945 года после демобилизации Сысоев поступил на 3-й курс Института живописи, скульптуры и архитектуры Академии художеств СССР в Ленинграде. В 1949 году с отличием защитил дипломный проект «Музей обороны г. Ленинграда».
В дальнейшем он работал в институте «Ленакадемпроект», где принимал участие в восстановлении Александровского дворца в г. Пушкине и главного здания Пулковской обсерватории, а также ряде других проектов.
В январе 1952 года с женой он переехал в Минск. В Минске Сысоев начал работать в институте «Белгоспроект» вначале главным архитектором проектов, а затем и руководителем мастерской. Первой его работой стал деревянный кинотеатр «Радуга» в парке Челюскинцев, построенный в том же 1952 году. Проект получил премию на Международном фестивале молодежи и студентов в Москве.
В 1958 году со скульптором Заиром Азгуром он принял участие в конкурсе на проект памятника «Борцам за Советскую власть в Могилёве» и получил первую премию.
В 1960 году Сысоев перешёл на работу в институт «Минскпроект» на должность руководителя мастерской. В «Минскпроекте» вместе с Сергеем Мусинским и другими минскими архитекторами проектировал целый ряд объектов, включая здание Мингорисполкома. В январе 1966 года по поручению Министерства торговли СССР Сысоев возглавил архитектурное проектирование во вновь созданном институте «Белгипроторг».
В 1966 году он стал главным архитектором проекта по строительству мемориального комплекса «Брестская крепость-герой». За участие в этом проекте он был награждён Почетной грамотой Верховного Совета БССР.
С 1971 года Сысоев вернулся к работе в «Минскпроекте», где создал и возглавил отдел перспективного проектирования.
Георгий Сысоев умер 5 января 2010 года в Минске.

## Творческий вклад
На счету Сысоева десятки спроектированных уникальных объектов, общественных и жилых зданий в Минске. Среди них здания Мингорисполкома и Миноблисполкома, застройка Ленинского проспекта (ныне проспект Независимости), жилые дома от улицы Сурганова до площади Калинина, высотные жилые дома по бульвару Луначарского (ныне бульвар Мулявина), корпус № 2 гостиницы «Минск» и многие другие объекты.
Им был также спроектирован мемориальный комплекс «Брестская крепость-герой».
Наибольший творческий вклад Сысоевым был сделан при проектировании микрорайона «Восток-1» в Минске. Когда Сысоев вместе с художником по керамике Александром Кищенко сделали первую мозаику на одной из высотных зданий, их обвинили в том, что «Родина-мать» похожа на Деву Марию. Однако Сысоев был уверен, что «Родина-мать» не должна быть сестрой или хозяйкой с фартуком, а должна быть именно богиней. И сумел убедить в этом даже ЦК КПБ.
20 октября 2009 года в «Белорусском государственном архиве научно-технической документации» (БГАНТД) состоялось открытие выставки «Генерал-полковник от архитектуры», посвященной 90-летию со дня рождения Георгия Сысоева.

## Награды и премии
- орден Отечественной войны II степени
- орден Трудового Красного Знамени
- медали
- заслуженный архитектор БССР
- В 2005 году Совет по общественным наградам России вручил ему орден «За вклад в Победу»[8].
- Государственная премия БССР
- премия Совета Министров СССР (1978)[1] — за воплощение выдающихся проектов